# قطب جنوب ماه

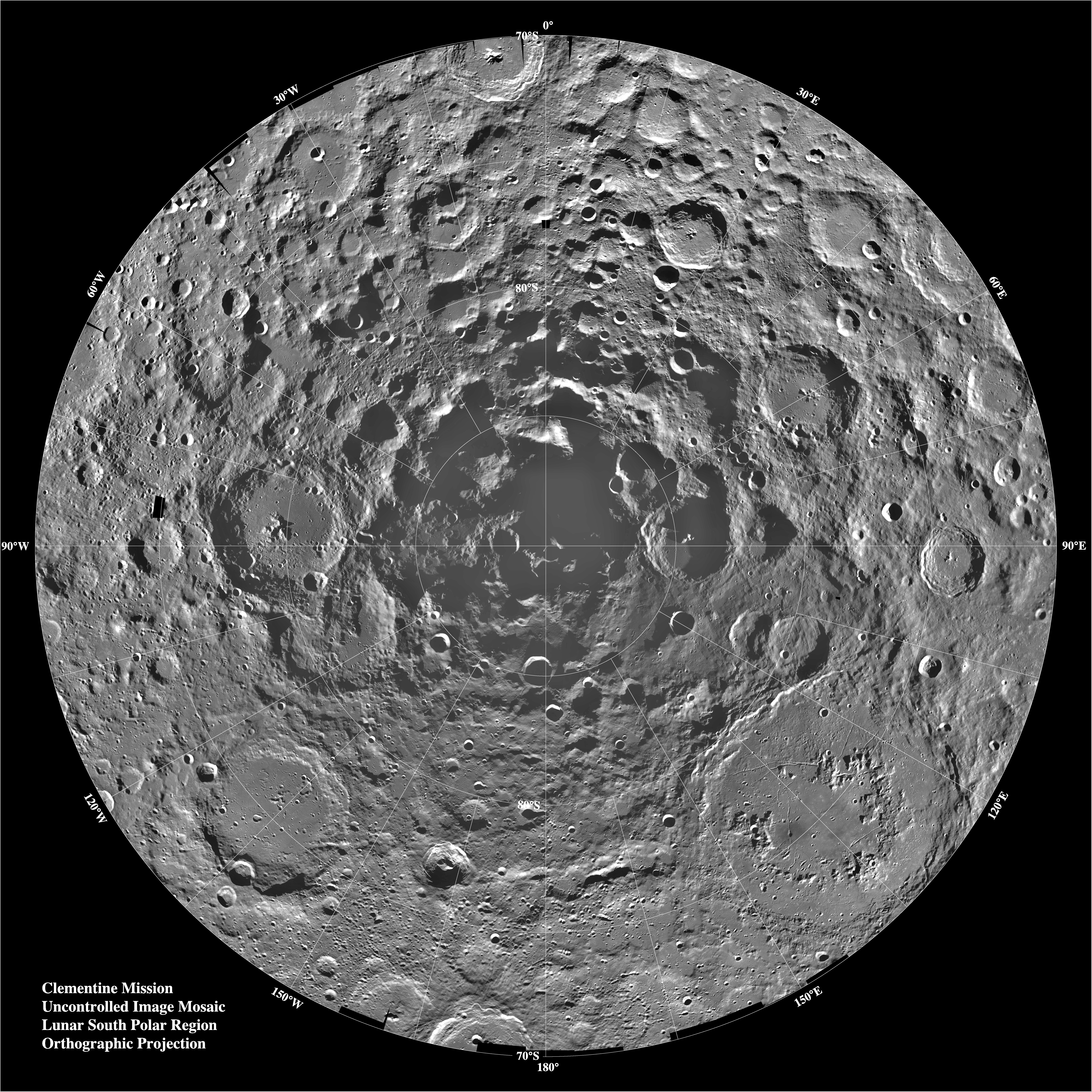
منطقهٔ قطبی قطب جنوب ماه (>۷۰°S). این نما از موزائیک حدود ۱۵۰۰ نگاره که توسط فضاپیمای کلمنتاین گرفته شده، تشکیل شده‌است.

قطب جنوب ماه ((به انگلیسی: Lunar south pole)) به دلیل پیدایی آب یخ‌زده در منطقه‌های در سایهٔ دائمی اطراف آن مورد توجه ویژهٔ دانشمندان قرار گرفته‌است. منطقه قطب جنوب ماه دارای دهانه‌هایی از این نظر منحصر به فرد است که نور مستقیم خورشید به شکل تقریباً ثابتی به انتهای فضای داخلی آن‌ها نمی‌رسد. این دهانه‌ها تله‌های سردی هستند که به صورت بالقوه می‌توانند حاوی اطلاعات و پرونده‌های فسیلی هیدروژن، یخ آب و دیگر مواد فرار متعلق به مراحل تشکیل و تکامل منظومه شمسی باشند. در مقابل، منطقهٔ قطب شمال ماه مقدار بسیار کمتری از دهانه‌های محافظت‌شدهٔ مشابهی را نشان می‌دهد.

## جغرافیا
قطب جنوب ماه در سمت دور ماه در مرکز قطب جنوبی (۸۰ درجه شمالی تا ۹۰ درجه شمالی) قرار دارد. از نظر موقعیت قطب جنوب ماه میلیاردها سال پیش ۵ درجه از موقعیت اصلی خود تغییر مکان داده‌است.